# Zair Azgur
Zair Isaakowicz Azgur (ros. Заи́р Исаа́кович Áзгур; ur. 2 stycznia?/15 stycznia 1908 w Mołczanach w guberni witebskiej, zm. 18 lutego 1995 w Mińsku) – białoruski i radziecki rzeźbiarz narodowości żydowskiej, Bohater Pracy Socjalistycznej (1978).
Uczył się w Kijowskim Państwowym Instytucie Sztuk Pięknych i Tyfliskiej Akademii Sztuk Pięknych. W latach 30. tworzył m.in. rzeźby Dzierżyńskiego, Miasnikiana, Babeufa, Ordżonikidzego, Swierdłowa, Stalina, Stasowej, Kołasa, Kupały, Marksa, Engelsa i Lenina. Podczas wojny ZSRR z Niemcami pracował w prasie frontowej w Homlu, później przy Centralnym Sztabie Ruchu Partyzanckiego. Tworzył wówczas rzeźby Dowatora, Jeriomienki, Żukowa, Rokossowskiego i innych. Od 1943 należał do WKP(b). Po wojnie pracował nad posągami Pawła Batowa, Wasila Tałasza i innych dowódców wojskowych ZSRR. W latach 50. tworzył rzeźby szefów partii komunistycznych: Mao Zedonga (1950), Palmiro Togliatti'ego (1950), Maurice Thoreza (1950), Hồ Chí Minha i innych, a także działaczy kultury.

## Nagrody i odznaczenia
- Złoty Medal „Sierp i Młot” Bohatera Pracy Socjalistycznej (2 stycznia 1978)
- Nagroda Stalinowska (dwukrotnie - 1946 i 1948)
- Ordery Lenina (dwukrotnie - 25 lutego 1955 i 2 stycznia 1978)
- Order Rewolucji Październikowej (2 lipca 1971)
- Order Czerwonego Sztandaru Pracy (dwukrotnie - 20 czerwca 1940 i 30 grudnia 1948)
- Order Przyjaźni Narodów (31 grudnia 1987)
- Zasłużony Działacz Sztuk Białoruskiej SRR